# Mouchin
Mouchin ist eine französische Gemeinde mit 1.466 Einwohnern (Stand 1. Januar 2022) im Département Nord in der Region Hauts-de-France. Sie gehört zum Arrondissement Lille und zum Kanton Templeuve-en-Pévèle. Die Bewohner nennen sich Mouchinois und Mouchinoises.

## Geografie
Die Gemeinde Mouchin liegt am französisch-belgischen Grenzfluss Elnon, 19 Kilometer südöstlich von Lille. Umgeben wird Mouchin von den Nachbargemeinden Bachy im Nordwesten und Norden,  Rumes  (Belgien) im Nordosten, Aix-en-Pévèle im Südosten, Nomain im Südwesten, Genech im Westen und Cobrieux im Nordwesten. Durch die Gemeinde Mouchin führen die ehemaligen Nationalstraßen N 50 und N 355.

## Geschichte und Bevölkerungsentwicklung
Mouchin erschien in einer Urkunde König Karls II. aus dem Jahr 847, als der Herrscher des Westfrankenreichs dem nahegelegenen Kloster Saint-Amand seinen Besitz bestätigte, abgedruckt in Regnum Francorum online (D_Charles_II, Nr. 092). Die französische Geschichtsschreibung (Fremaux, Histoire Généalogique ...) nennt diese Urkunde nicht, kennt aber ein weiteres wichtiges Jahr für Mouchin: 1405 wurde die Gutsherrschaft (seigneurie) an einen Berater (conseiller) des französischen Königs verkauft. König war damals Karl VI., auch Charles Le Fou genannt.  
| Jahr      | 1962 | 1968 | 1975 | 1982 | 1990 | 1999 | 2008 | 2013 | 2020 |
| --------- | ---- | ---- | ---- | ---- | ---- | ---- | ---- | ---- | ---- |
| Einwohner | 1058 | 1034 | 1005 | 1160 | 1334 | 1340 | 1351 | 1401 | 1416 |

## Sehenswürdigkeiten

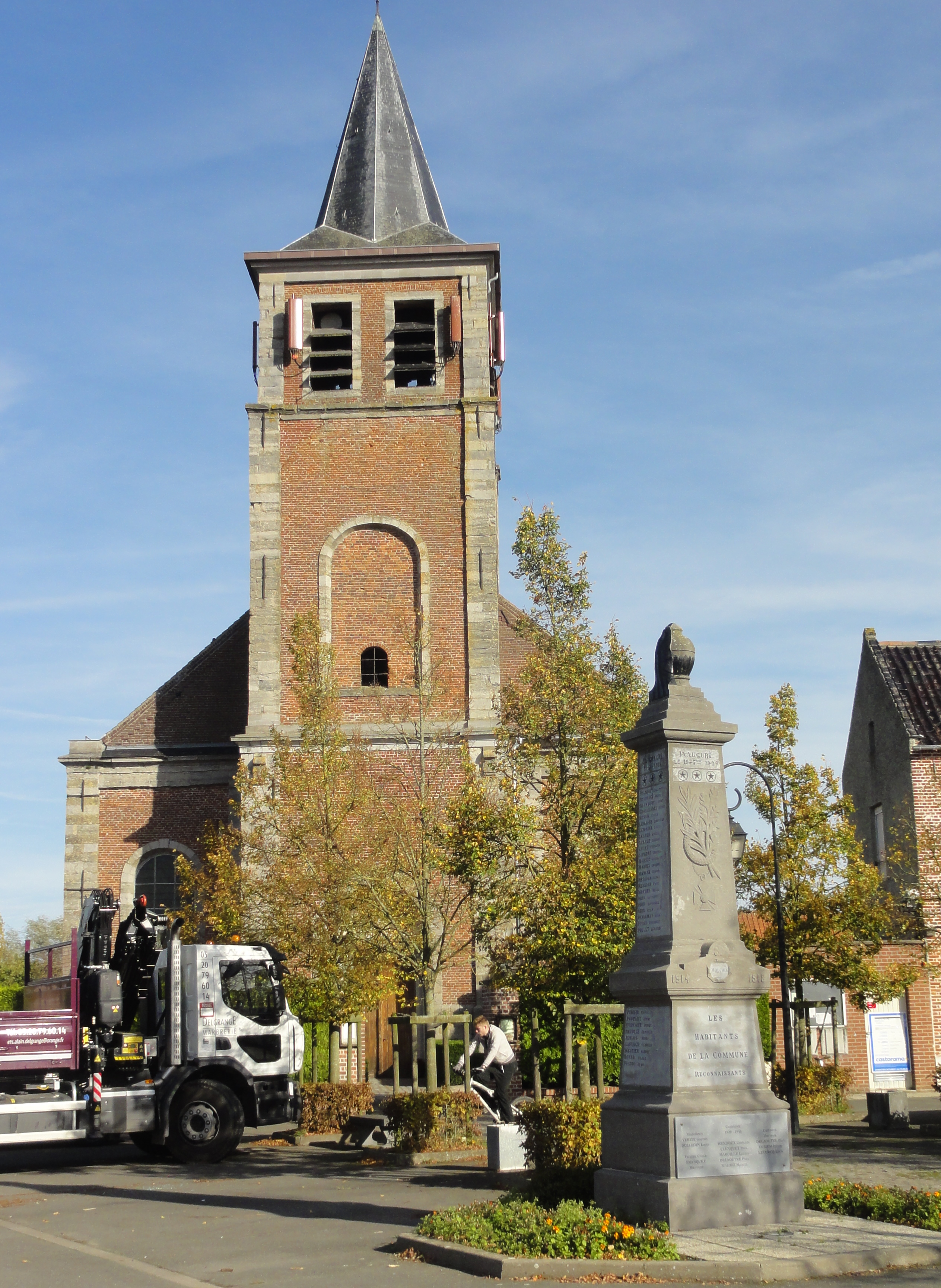
Kirche Saint-Pierre
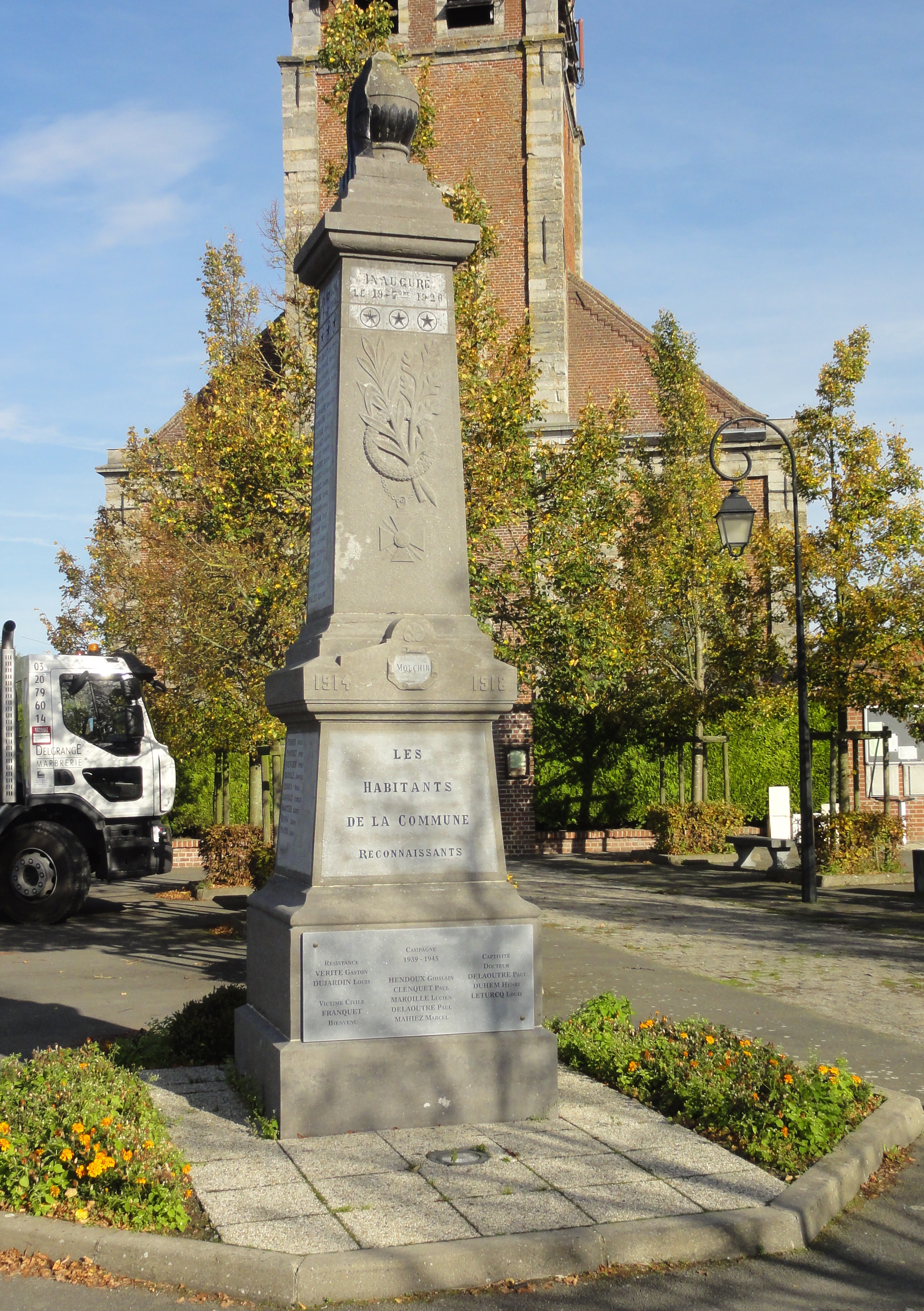
Gefallenendenkmal

- Kirche Saint-Pierre
- Gefallenendenkmal

## Persönlichkeiten
- Alexandre-Hippolyte-Xavier Monnet (1812–1849), Generaloberer der Spiritaner und Apostolischer Vikar von Madagaskar